# Roger Smeets
Roger Smeets (* 1960 in Maastricht, Provinz Limburg) ist ein niederländischer Opernsänger (Bariton).

## Leben
Smeets ließ sich zunächst an der Musikhochschule seiner Heimatstadt ausbilden. Ab 1983 war er für drei Jahre Mitglied des Opernstudios von De Nederlandse Opera. In Maastricht spielte er den Zaren in Albert Lortzings Zar und Zimmermann, den Grafen in Wolfgang Amadeus Mozarts Le nozze di Figaro und den Albert in Werther von Jules Massenet. In der niederländischen Erstaufführung von Leonard Bernsteins A Quiet Place war er der Junior.
Smeets arbeitete mit vielen wichtigen Regisseuren zusammen, darunter Adolf Dresen, Dario Fo, Klaus-Michael Grüber, Harry Kupfer, Christine Mielitz, Andrei Șerban, Graham Vick, Aidan Lang und Pierre Audi.
1986 wurde er erstmals an die Komische Oper Berlin engagiert. Dort trat er in über 150 Vorstellungen von Inszenierungen Harry Kupfers auf, u. a. als Graf in Die Hochzeit des Figaro, in der Titelrolle des Don Giovanni, als Escamillo in Carmen, in Jacques Offenbachs Die Banditen, Petrus in Berthold Goldschmidts Der gewaltige Hahnrei und in der Doppelpartie Muse/Nicklausse in Hoffmanns Erzählungen und in Orpheus in der Unterwelt als Pluto. An der Komischen Oper Berlin spielte er aber auch die Titelpartie in Eugen Onegin (1988, Regie: Dresen) sowie in Turandot den Ping (Regie: Mielitz).
Mit der Komischen Oper Berlin gastierte Smeets 1991 und 1998 in Japan und 1992 in Wien und war dort auch in der Titelpartie von Sweeney Todd (2005) und als Fred Graham (Petruchio) in Kiss Me, Kate (2007) zu sehen.
2001 sang er in der Uraufführung von Gold, 92 bares in a crashed car von Peter Greenaway die Partie des Achim sowie den Theseus in der Uraufführung der Oper Creon des Holländers Huub Kerstens.
Smeets sang auch Rembrandts Siegel von und mit Saskia Boddeke und Peter Greenaway 2007 in Rotterdam und 2008 in Budapest. In der Spielzeit 2009/10 übernahm er die Partie des Vizekönigs von Peru in La Périchole. 2009 sang er den Grafen in Reigen von Philippe Boesmans (Regie: Harry Kupfer) im Amphithéâtre Bastille der Opéra National de Paris.
Seit 2012 spielte er auch in Inszenierungen von Barrie Kosky und Christof Loy. Engagements führten ihn nach Barcelona und Hamburg.
Smeets sang unter den Dirigenten Riccardo Chailly, John Crosby, Hartmut Haenchen, Kenneth Montgomery, Rolf Reuter, David Robertson, Hans Vonk, Edo de Waart und Alberto Zedda.

## Preise und Auszeichnungen
- Sonderpreis der niederländischen Musik beim Internationalen Gesangswettbewerb 1989 in ’s-Hertogenbosch.